# Mark Monheim

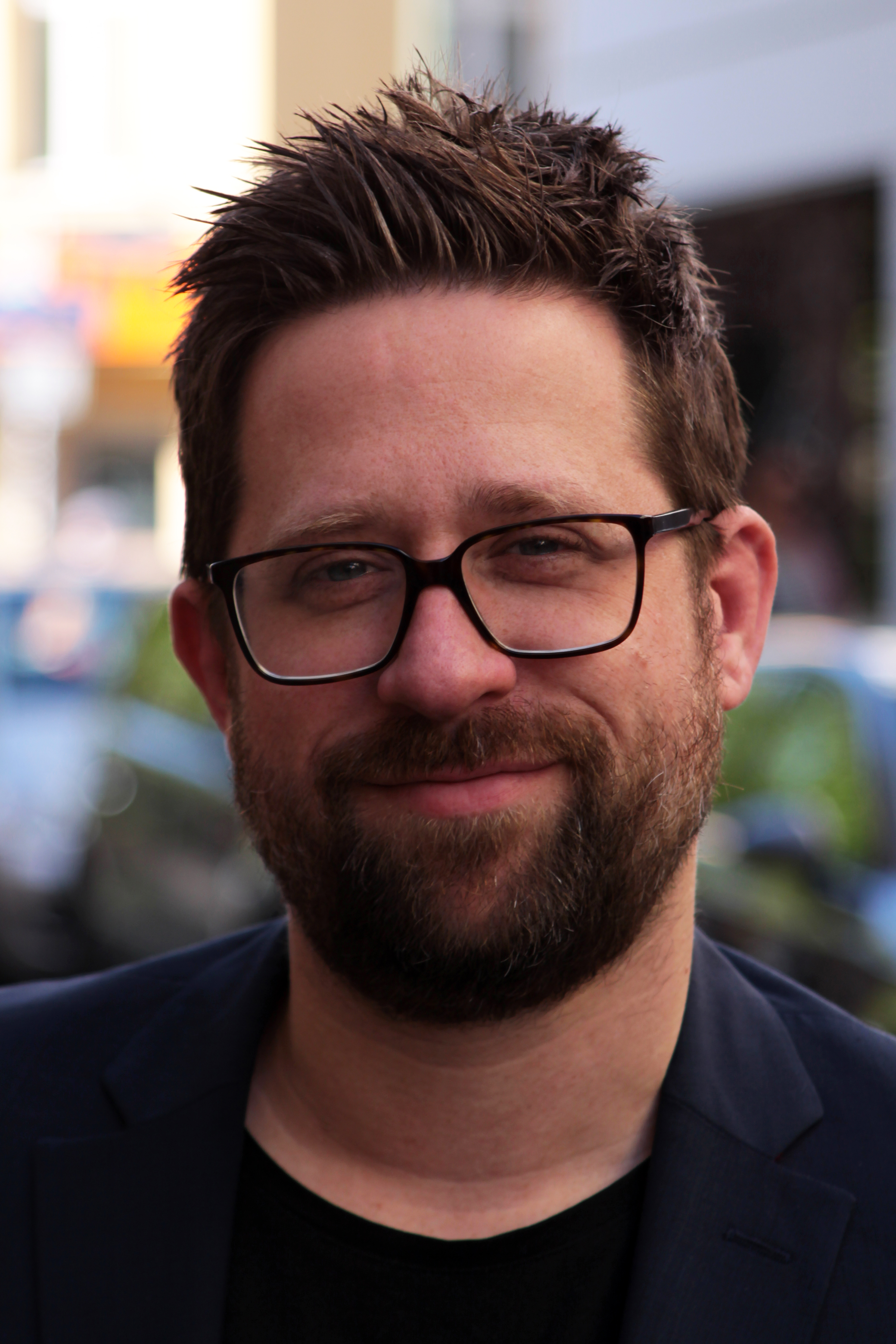
Mark Monheim (2016)

Mark Monheim (* 24. September 1977 in Bonn, Nordrhein-Westfalen) ist ein deutscher Regisseur und Drehbuchautor.

## Leben
Mark Monheim stammt aus der Aachener Unternehmerfamilie Monheim. Sein Vater ist der Verkehrswissenschaftler Professor Heiner Monheim. Der emeritierte Geographie-Professor Rolf Monheim und der Organist Johannes Geffert sind seine Onkel. Der Architekt Heinrich Schmiedeknecht war sein Urgroßvater, der Schokoladenfabrikant Leonard Monheim sein Ururgroßvater.
Monheim wuchs in seiner Geburtsstadt Bonn auf. Nach dem Abitur absolvierte er seinen Zivildienst im Haunerschen Kinderspital in München und bewarb sich an der Hochschule für Fernsehen und Film München. Im Rahmen seines Regiestudiums in der „Abteilung IV – Dokumentarfilm und Fernsehpublizistik“ entstanden preisgekrönte dokumentarische und szenische Kurzfilme; für seinen Diplomfilm Mit sechzehn bin ich weg wurde er 2008 mit dem First Steps Award ausgezeichnet.
Monheims Kinodebüt About a Girl (2015), eine Tragikomödie über eine verhinderte Selbstmörderin, wurde mehrfach ausgezeichnet und auf weltweit über 40 Filmfestivals eingeladen.
Zusammen mit Stephan Wagner schrieb er die Drehbücher zu den Tatort-Folgen Ätzend (Berlin), Déjà-vu und Nemesis (Dresden).
Die True Crime-Serie German Crime Story: Gefesselt, die Monheim mitentwickelt hat, zeichnet den Kriminalfall um den Hamburger „Säurefassmörder“ nach und ist bei Amazon Prime Video zu sehen.
Das Familiendrama Alles Isy, das Monheim gemeinsam mit seinem Co-Autor Max Eipp inszenierte, wurde 2019 mit dem Bayerischen Fernsehpreis (Beste Regie) ausgezeichnet und für den Grimme-Preis nominiert.
2019 inszenierte er drei Episoden der Netflix Originalserie Wir sind die Welle (freie Adaption des Kinofilms Die Welle.)
2021 folgte das Thrillerdrama In falschen Händen im Auftrag des ZDF, 2023 der rbb-Tatort Vier Leben.
Monheim ist verheiratet und Vater zweier Kinder. Er lebt in Berlin.

## Filmografie (Auswahl)
- 1999: Michelle (Kurzfilm)
- 2001: Alban Faust (Kurzfilm)
- 2002: Hass Mich (Kurzfilm)
- 2005: Der schwarze Mann (Kurzfilm)
- 2008: Mit sechzehn bin ich weg (Kurzfilm)
- 2014: About a Girl (Kinofilm) Drehbuch & Regie
- 2016: Fanny und die geheimen Väter (Fernsehfilm) Regie
- 2016: Fanny und die gestohlene Frau (Fernsehfilm) Regie
- 2016: Tatort: Ätzend Drehbuch
- 2018: Tatort: Déjà-vu Drehbuch
- 2018: Alles Isy (Fernsehfilm), Drehbuch & Regie mit Max Eipp
- 2019: Die Freundin meiner Mutter (Fernsehfilm) Regie
- 2019: Tatort: Nemesis Drehbuch
- 2019: Wir sind die Welle (Serie) Regie
Drei Folgen: Was machen wir als Nächstes? (Episode 3), Du zerstörst alles! (Episode 4) und Es gibt keinen anderen Weg (Episode 6)[10]
- 2022: In falschen Händen (Fernsehfilm) Regie[11]
- 2022: German Crime Story: Gefesselt (Serie) Drehbuch (Episoden 1–4)
- 2025: Tatort: Vier Leben Regie

## Auszeichnungen

### Auszeichnungen für Drehbuch und Regie
- 1999: Nominierung für den Deutschen Kurzfilmpreis für Michelle[12]
- 2001: Hauptpreis der Internationalen Kurzfilmtage Winterthur für Michelle[13]
- 2008: AOF – Action On Film International Film Festival, Pasadena, USA 2008 – Best Foreign Film – Short für Mit sechzehn bin ich weg
- 2008: First Steps Award – Spielfilme bis 60 Minuten für Mit sechzehn bin ich weg[3]
- 2013: Emder Drehbuchpreis, Internationales Filmfest Emden-Norderney für About a Girl[14]
- 2014: Nominierung für den Förderpreis Neues Deutsches Kino, Internationale Hofer Filmtage 2014 für About a Girl[15]
- 2014: Young Audience Award „Enfants Terribles“, Gijón International Film Festival 2014 für About a Girl[16]
- 2014: Doppelnominierung für den Emder Drehbuchpreis, Internationales Filmfest Emden-Norderney für die Drehbücher Alles Isy und Lucky Luusen[17]
- 2015: Mention spéciale, Festival International Ciné-Jeune de l’Aisne 2015 für About a Girl[18]
- 2015: LEO für den besten Film im Kinder- und Jugendfilmwettbewerb, Filmkunstfest Mecklenburg-Vorpommern 2015 für About a Girl[19]
- 2015: Bernhard-Wicki-Preis, Internationales Filmfest Emden-Norderney 2015 für About a Girl
- 2015: NDR-Filmpreis für den Nachwuchs, Internationales Filmfest Emden-Norderney 2015 für About a Girl[20]
- 2015: Nominierung für den Creative Energy Award, Internationales Filmfest Emden-Norderney 2015 für About a Girl
- 2015: ECFA Award (European Children’s Film Association), Internationales Kinderfilmfestival LUCAS 2015 für About a Girl[21]
- 2015: Preis der Schülerjury 10+, Kinofest Lünen 2015 für About a Girl[22]
- 2015: Nominierung für den Preis der deutschen Filmkritik 2015 in der Kategorie Bestes Spielfilmdebüt für About a Girl[23]
- 2017: Nominierung für den Emder Drehbuchpreis, Internationales Filmfest Emden-Norderney für das Drehbuch Nazi Safari[24]
- 2018: ZOOM Award – Bestes Drehbuch, ZOOM Festival – International TV & Formats, Igualada – Barcelona 2018 für Alles Isy[25]
- 2019: Nominierung für den Grimme-Preis für Alles Isy
- 2019: Bayerischer Fernsehpreis (Beste Regie) für Alles Isy
- 2020: Nominierung für den Grimme-Preis für Wir sind die Welle (in der Kategorie Kinder und Jugend)[26]

### Prädikate
- 1999: Prädikat „besonders wertvoll“ durch die Deutsche Film- und Medienbewertung (FBW) für Michelle[27]
- 2001: Prädikat „wertvoll“ durch die Deutsche Film- und Medienbewertung (FBW) für Alban Faust[28]
- 2008: Prädikat „besonders wertvoll“ durch die Deutsche Film- und Medienbewertung (FBW) und Kurzfilm des Monats Februar für Mit sechzehn bin ich weg[29]
- 2014: Prädikat „besonders wertvoll“ durch die Deutsche Film- und Medienbewertung (FBW) für About a Girl[30]
- 2023: Prädikat „besonders wertvoll“ durch die Deutsche Film- und Medienbewertung (FBW) für German Crime Story – Gefesselt[31]

### Auszeichnungen für Darsteller und andere Gewerke
- 2015: Bayerischer Filmpreis für Jasna Fritzi Bauer als beste Nachwuchsdarstellerin in About a Girl[32]
- 2016: Nominierung für den deutschen Hörfilmpreis in der Kategorie Kinofilm für die von Katja Schild gesprochene Audiodeskription zu About a Girl[33]
- 2019: Deutscher Fernsehpreis – Förderpreis für Michelangelo Fortuzzi für seine Darstellung des Jonas Vanderberg in Alles Isy[34]
- 2019: Goldene Kamera – Nachwuchspreis für Milena Tscharntke, u. a. für ihre Darstellung der Isy Tesseraux in Alles Isy[35]
- 2019: Studio Hamburg Nachwuchspreis – Beste Nachwuchsdarstellerin – Milena Tscharntke für ihre Darstellung der Isy Tesseraux in Alles Isy[36]
- 2019: Preis der Deutschen Akademie für Fernsehen für die beste Nebenrolle an Hans Löw für seine Darstellung des Richard Vanderberg in Alles Isy[37]
- 2019: Preis der Deutschen Akademie für Fernsehen für die Beste Produktion an Florian Deyle, Philip Schultz-Deyle, Eva Kemme und Tobias Siebert für Alles Isy[38]